# Коритище (Роменський район)
Кори́тище —  село в Україні, у Коровинській сільській громаді Роменському районі Сумської області. Населення становить 55 осіб (станом на 2020 р.). До 2017 орган місцевого самоврядування — Томашівська сільська рада.
Після ліквідації Недригайлівського району 19 липня 2020 року село увійшло до Роменського району.

## Географія
Село Коритище знаходиться за 3-5 км від річок Сула, Хмелівка і Бишкінь. На відстані до 1,5 км розташовані села Закроівщина, Бессарабка та Вощилиха. До сели примикають лісові масиви.

## Історія
- 12 червня 2020 року, відповідно до розпорядження Кабінету Міністрів України № 723-р «Про визначення адміністративних центрів та затвердження територій територіальних громад Сумської області», село увійшло до складу Коровинської сільської громади[2].
- 19 липня 2020 року, в результаті адміністративно-територіальної реформи та ліквідації  Недригайлівського району, громада увійшла до складу новоутвореного Роменського району[1].

## Відомі люди
Григо́рій Петро́вич Півтора́к (*14 червня 1935 року) – український мовознавець, доктор філологічних наук (1990), професор (1992), академік НАН України (2009; член-кореспондент 1997), заслужений діяч науки і техніки України (2011). Автор понад 250 праць з історії та діалектології східнослов’янських мов, етногенезу східних слов’ян. Обґрунтував цілісну теорію походження української, білоруської та російської мов. Укладач і редактор низки фундаментальних словників.